# Nicolás Fernández Mercau
Nicolás Ezequiel Fernández Mercau (Buenos Aires, 11 gennaio 2000) è un calciatore argentino, difensore del New York City.

## Caratteristiche tecniche
È un terzino sinistro.

## Carriera
Cresciuto nel settore giovanile del San Lorenzo, debutta in prima squadra il 14 novembre 2020 in occasione dell'incontro di Copa Diego Armando Maradona vinto 4-1 contro l'Aldosivi. Dopo due anni con il San Lorenzo, nel 2022 viene acquistato dall'Elche, squadra con la quale ha debuttato l'11 settembre 2022, nella partita  di Primera División 2022-2023 (Spagna) persa per 1-4, contro l'Athletic Bilbao.

## Statistiche

### Presenze e reti nei club
Statistiche aggiornate all'8 luglio 2024.
| Stagione           | Squadra            | Campionato         | Campionato | Campionato | Coppe nazionali | Coppe nazionali | Coppe nazionali | Coppe continentali | Coppe continentali | Coppe continentali | Altre coppe | Altre coppe | Altre coppe | Totale | Totale |
| Stagione           | Squadra            | Comp               | Pres       | Reti       | Comp            | Pres            | Reti            | Comp               | Pres               | Reti               | Comp        | Pres        | Reti        | Pres   | Reti   |
| ------------------ | ------------------ | ------------------ | ---------- | ---------- | --------------- | --------------- | --------------- | ------------------ | ------------------ | ------------------ | ----------- | ----------- | ----------- | ------ | ------ |
| 2020               | San Lorenzo        |                    | -          | -          | CdL             | 3               | 0               |                    | -                  | -                  |             | -           | -           | 3      | 0      |
| 2021               | San Lorenzo        | PD                 | 18         | 2          | CA+CdL          | 0+1             | 0               | CL+CS              | 0+2                | 0                  |             | -           | -           | 21     | 2      |
| 2022               | San Lorenzo        | PD                 | 14         | 0          | CA+CdL          | 1+12            | 0               |                    | -                  | -                  |             | -           | -           | 27     | 0      |
| Totale San Lorenzo | Totale San Lorenzo | Totale San Lorenzo | 32         | 2          |                 | 17              | 0               |                    | 2                  | 0                  |             | -           | -           | 51     | 2      |
| 2022-2023          | Elche              | PD                 | 18         | 0          | CR              | 1               | 0               | -                  | -                  | -                  | -           | -           | -           | 19     | 0      |
| 2023-2024          | Elche              | SD                 | 40         | 4          | CR              | 2               | 0               | -                  | -                  | -                  | -           | -           | -           | 42     | 4      |
| Totale Elche       | Totale Elche       | Totale Elche       | 58         | 4          |                 | 3               | 0               |                    | -                  | -                  |             | -           | -           | 61     | 4      |
| Totale carriera    | Totale carriera    | Totale carriera    | 90         | 6          |                 | 20              | 0               |                    | 2                  | 0                  |             | -           | -           | 112    | 6      |